# Paepalanthus spirophorus
Paepalanthus spirophorus är en gräsväxtart som beskrevs av Silveira. Paepalanthus spirophorus ingår i släktet Paepalanthus och familjen Eriocaulaceae. Inga underarter finns listade i Catalogue of Life.